# Lista de ases da aviação da Austrália na Primeira Guerra Mundial

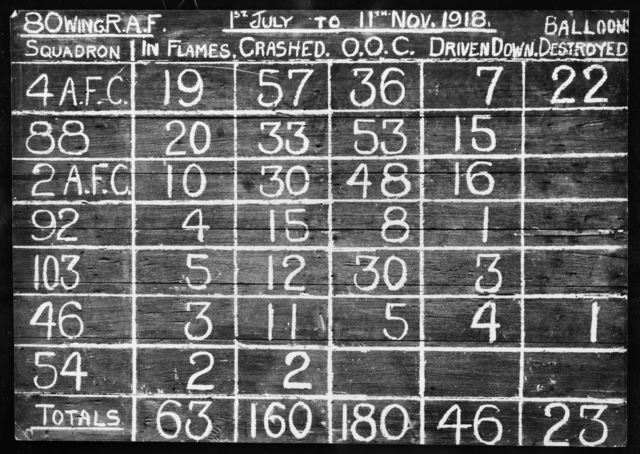
Serny, França, em Novembro de 1918. Um quadro classificativo onde se registava as vitorias aéreas contra aeronaves inimigas destruídas pela Asa N.º 80 da RAF, entre Julho de Novembro de 1918. Os esquadrões listados são o Esquadrão N.º 2 do AFC e o Esquadrão N.º 4 do AFC. As outras colunas estão intituladas como "em chamas", "despenhou-se", "O. O. C (fora de controlo)", "forçado a descer" e "balões destruídos".

Esta é uma lista de ases da aviação da Austrália durante a Primeira Guerra Mundial. Durante a primeira grande guerra, pilotos australianos serviram em diversas unidades aéreas no Australian Flying Corps (AFC), no Royal Naval Air Service (RNAS), no Royal Flying Corps (RFC) e, mais tarde, na Real Força Aérea (RAF). Neste conflito a Austrália foi o único domínio do Império Britânico que possuía o seu próprio ramo aéreo. Os pilotos eram considerados como ases depois de abater cinco ou mais aeronaves inimigas; 81 australianos alcançaram este feito, sendo o maior deles Robert Alexander Little, a quem é atribuído o credito de ter abatido 47 aeronaves inimigas ao longo do conflito.

## Ases da aviação

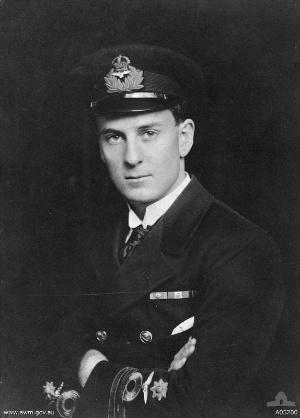
Robert Little, o maior ás da aviação australiano da Primeira Guerra Mundial

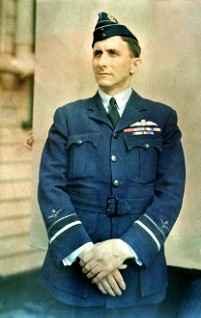
George Jones, ás da aviação com 7 vitórias, mais tarde comandou o ramo aéreo australiano durante a Segunda Guerra Mundial

| Nome                        | Esquadrão                                                                                          | Vitórias | Referências |
| --------------------------- | -------------------------------------------------------------------------------------------------- | -------- | ----------- |
| Robert Little               | Asa Naval N.º 1, Esquadrão N.º 8 do RNAS, Esquadrão N.º 203 da RAF                                 | 47       | [ 2 ]       |
| Roderic Dallas              | Asa Naval N.º 1, Esquadrão N.º 1 do RNAS, Esquadrão N.º 40 da RAF                                  | 39       | [ 2 ]       |
| Harry Cobby                 | Esquadrão N.º 4 do AFC                                                                             | 29       | [ 2 ]       |
| Roy King                    | Esquadrão N.º 4 do AFC                                                                             | 26       | [ 2 ]       |
| Jerry Pentland              | Esquadrão N.º 16 do RFC, Esquadrão N.º 29 do RFC, Esquadrão N.º 19 do RFC, Esquadrão N.º 87 da RAF | 23       | [ 2 ]       |
| Edgar McCloughry            | Esquadrão N.º 23 do RFC, Esquadrão N.º 4 do AFC                                                    | 21       | [ 2 ]       |
| Richard Minifie             | Asa Naval N.º 1, Esquadrão N.º 1 do RNAS                                                           | 21       | [ 2 ]       |
| Edgar Johnston              | Esquadrão N.º 24 do RFC, Esquadrão N.º 88 da RAF                                                   | 20       | [ 2 ]       |
| Andrew Cowper               | Esquadrão N.º 24 da RAF                                                                            | 19       | [ 2 ]       |
| Cedric Howell               | Esquadrão N.º 45 da RAF                                                                            | 19       | [ 2 ]       |
| Fred Parkinson Holliday     | Esquadrão N.º 48 do RFC                                                                            | 17       | [ 2 ]       |
| Allan Hepburn               | Esquadrão N.º 24 do RFC, Esquadrão N.º 40 do RFC, Esquadrão N.º 88 da RAF                          | 16       | [ 2 ]       |
| Francis Smith               | Esquadrão N.º 2 do AFC                                                                             | 16       | [ 2 ]       |
| John Rutherford Gordon      | Esquadrão N.º 62 da RAF                                                                            | 15       | [ 3 ]       |
| Roy Phillipps               | Esquadrão N.º 32 do RFC, Esquadrão N.º 2 do AFC                                                    | 15       | [ 2 ]       |
| Arthur Coningham            | Esquadrão N.º 32 do RFC, Esquadrão N.º 92 da RAF                                                   | 14       | [ 2 ]       |
| Herbert Gilles Watson       | Esquadrão N.º 4 do AFC                                                                             | 14       | [ 2 ]       |
| Harold Alan Hamersley       | Esquadrão N.º 60 do RFC                                                                            | 13       | [ 2 ]       |
| Eric John Stephens          | Esquadrão N.º 41 da RAF                                                                            | 13       | [ 2 ]       |
| Thomas Baker                | Esquadrão N.º 4 do AFC                                                                             | 12       | [ 2 ]       |
| Raymond Brownell            | Esquadrão N.º 45 do RFC                                                                            | 12       | [ 2 ]       |
| Roby Lewis Manuel           | Esquadrão N.º 2 do AFC                                                                             | 12       | [ 2 ]       |
| Cecil Roy Richards          | Esquadrão N.º 20 do RFC                                                                            | 12       | [ 2 ]       |
| Leonard Taplin              | Esquadrão N.º 67 do RFC, Esquadrão N.º 1 do AFC, Esquadrão N.º 4 do AFC                            | 12       | [ 2 ]       |
| Henry Garnet Forrest        | Esquadrão N.º 43 do RFC, Esquadrão N.º 32 do RFC, Esquadrão N.º 2 do AFC                           | 11       | [ 2 ]       |
| Geoffrey Hooper             | Esquadrão N.º 11 do RFC, Esquadrão N.º 20 da RAF                                                   | 11       | [ 2 ]       |
| Geoffrey Forrest Hughes     | Esquadrão N.º 62 da RAF                                                                            | 11       | [ 2 ]       |
| Herbert Joseph Larkin       | Esquadrão N.º 5 do RFC, Esquadrão N.º 87 da RAF                                                    | 11       | [ 2 ]       |
| Ross Macpherson Smith       | Esquadrão N.º 67 do RFC, Esquadrão N.º 1 do AFC                                                    | 11       | [ 2 ]       |
| Adrian Cole                 | Esquadrão N.º 1 do AFC, Esquadrão N.º 2 do AFC                                                     | 10       | [ 2 ]       |
| Stanley Goble               | Asa Naval N.º 1, Esquadrão N.º 8 do RNAS, Esquadrão N.º 5 do RNAS, Esquadrão N.º 205 da RAF        | 10       | [ 2 ]       |
| Alfred Shepherd             | Esquadrão N.º 29 do RFC                                                                            | 10       | [ 2 ]       |
| Eric Douglas Cummings       | Esquadrão N.º 2 do AFC                                                                             | 9        | [ 2 ]       |
| Arthur Thomas Drinkwater    | Esquadrão N.º 57 do RFC, Esquadrão N.º 40 da RAF                                                   | 9        | [ 2 ]       |
| Richard Watson Howard       | Esquadrão N.º 68 do RFC, Esquadrão N.º 57 do RFC, Esquadrão N.º 2 do AFC                           | 9        | [ 2 ]       |
| Gregory Hamilton Blaxland   | Esquadrão N.º 2 do AFC                                                                             | 8        | [ 2 ]       |
| Clive Brewster-Joske        | Esquadrão N.º 1 do RFC, Esquadrão N.º 46 do RFC                                                    | 8        | [ 2 ]       |
| Peter Drummond              | Esquadrão N.º 67 do RFC, Esquadrão N.º 111 do RFC                                                  | 8        | [ 2 ]       |
| Garfield Finlay             | Esquadrão N.º 1 do AFC                                                                             | 8        | [ 4 ]       |
| George Peters               | Esquadrão N.º 1 do AFC                                                                             | 8        | [ 2 ]       |
| Richard Howard              | Esquadrão N.º 57 do RFC, Esquadrão N.º 68 do RFC, Esquadrão N.º 2 do AFC                           | 8        | [ 5 ]       |
| George Goodman Simpson      | Esquadrão N.º 8 do RNAS                                                                            | 8        | [ 6 ]       |
| Leslie Sutherland           | Esquadrão N.º 1 do AFC                                                                             | 8        | [ 7 ]       |
| Frank Alberry               | Esquadrão N.º 2 do AFC                                                                             | 7        | [ 2 ]       |
| Thomas Henry Barkell        | Esquadrão N.º 4 do AFC                                                                             | 7        | [ 2 ]       |
| Ernest Davies               | Esquadrão N.º 2 do AFC                                                                             | 7        | [ 2 ]       |
| Walter Irving Newby Grant   | Esquadrão N.º 88 do RFC                                                                            | 7        | [ 8 ] [ 9 ] |
| George Jones                | Esquadrão N.º 4 do AFC                                                                             | 7        | [ 2 ]       |
| Edward Patrick Kenney       | Esquadrão N.º 1 do AFC                                                                             | 7        | [ 2 ]       |
| Walter Kirk                 | Esquadrão N.º 1 do AFC                                                                             | 7        | [ 10 ]      |
| Paul McGinness              | Esquadrão N.º 1 do AFC                                                                             | 7        | [ 2 ]       |
| Arthur John Palliser        | Esquadrão N.º 4 do AFC                                                                             | 7        | [ 2 ]       |
| George Peters               | Esquadrão N.º 1 do AFC                                                                             | 7        | [ 11 ]      |
| Lancelot Richardson         | Esquadrão N.º 25 do RFC                                                                            | 7        | [ 2 ]       |
| Albert Ernest Robertson     | Esquadrão N.º 4 do AFC                                                                             | 7        | [ 2 ]       |
| Charles Owen Stone          | Esquadrão N.º 2 do AFC                                                                             | 7        | [ 12 ]      |
| Norman Trescowthick         | Esquadrão N.º 4 do AFC                                                                             | 7        | [ 2 ]       |
| George H. D. Gossip         | Esquadrão N.º 4 do RNAS                                                                            | 6        | [ 13 ]      |
| John Hay                    | Esquadrão N.º 40 do RFC                                                                            | 6        | [ 2 ]       |
| Philip Andrew Johnston      | Esquadrão N.º 8 do RNAS                                                                            | 6        | [ 14 ]      |
| George Lingham              | Esquadrão N.º 43 da RAF                                                                            | 6        | [ 2 ]       |
| Garnet Malley               | Esquadrão N.º 4 do AFC                                                                             | 6        | [ 2 ]       |
| Robert McKenzie             | Esquadrão N.º 2 do AFC                                                                             | 6        | [ 2 ]       |
| Harry Rigby                 | Esquadrão N.º 40 do RFC, Esquadrão N.º 1 da RAF                                                    | 6        | [ 2 ]       |
| Eric Landon Simonson        | Esquadrão N.º 2 do AFC                                                                             | 6        | [ 2 ]       |
| Claud Robert James Thompson | Esquadrão N.º 19 do RFC                                                                            | 6        | [ 2 ]       |
| Albert Tonkin               | Esquadrão N.º 1 do AFC                                                                             | 6        | [ 15 ]      |
| James Hamilton Traill       | Esquadrão N.º 1 do AFC                                                                             | 6        | [ 16 ]      |
| William Weir                | Esquadrão N.º 1 do AFC                                                                             | 6        | [ 17 ]      |
| James Wellwood              | Esquadrão N.º 2 do AFC                                                                             | 6        | [ 2 ]       |
| Allan Runciman Brown        | Esquadrão N.º 1 do AFC                                                                             | 5        | [ 2 ]       |
| Alexander Clark             | Esquadrão N.º 2 do AFC                                                                             | 5        | [ 2 ]       |
| George Cox                  | Esquadrão N.º 2 do AFC                                                                             | 5        | [ 2 ]       |
| Sydney Dalrymple            | Esquadrão N.º 24 do RFC, Esquadrão N.º 27 do RFC, Esquadrão N.º 139 da RAF                         | 5        | [ 18 ]      |
| Herbert James Edwards       | Esquadrão N.º 32 do RFC, Esquadrão N.º 92 do RFC                                                   | 5        | [ 2 ]       |
| Hudson Fysh                 | Esquadrão N.º 1 do AFC, Esquadrão N.º 67 da RAF                                                    | 5        | [ 19 ]      |
| Eustace Slade Headlam       | Esquadrão N.º 1 do RFC, Esquadrão N.º 2 do RFC, Esquadrão N.º 67 do AFC                            | 5        | [ 20 ]      |
| Les Holden                  | Esquadrão N.º 2 do AFC                                                                             | 5        | [ 2 ]       |
| Ernest Mustard              | Esquadrão N.º 1 do AFC                                                                             | 5        | [ 21 ]      |
| Gordon Taylor               | Esquadrão N.º 66 do RFC                                                                            | 5        | [ 22 ]      |
| John Seymour Turnbull       | Esquadrão N.º 56 do RFC, Esquadrão N.º 41 da RAF                                                   | 5        | [ 23 ]      |